# Кохановка (Днепропетровская область)
Кохановка (укр. Коханівка) — село,
Хорошевский сельский совет,
Петропавловский район,
Днепропетровская область,
Украина.
Код КОАТУУ — 1223887103. Население по переписи 2001 года составляло 476 человек .

## Географическое положение
Село Кохановка находится на правом берегу реки Самара,
выше по течению на расстоянии в 1 км расположено село Хорошее,
ниже по течению на расстоянии в 4,5 км расположено село Зелёный Гай.
Река в этом месте извилистая, образует лиманы, старицы и заболоченные озёра.